# Crodino

Logo

Il Crodino è un aperitivo analcolico prodotto in Italia, lanciato sul mercato dalla Società Anonima Terme di Crodo nel 1965.

## Storia
L'industriale Piero Ginocchi, divenuto proprietario della Società Anonima Terme di Crodo nel 1933, si concentrò nei primi anni di attività nell'imbottigliamento di acque minerali, inizialmente a Milano in viale Brianza, poi in seguito alla distruzione dei capannoni milanesi causata da un bombardamento aereo nel febbraio 1943, lo stabilimento venne reimpiantato nella stessa Crodo. Nel dopoguerra iniziò la produzione di bevande come tamarindo, chinotto e Crodo cola. Capendo che per far effettuare un salto di qualità all'azienda era necessaria l'invenzione di un prodotto analcolico particolare che potesse attirare l'attenzione dei consumatori, nacque così l'idea dell'analcolico biondo. Il prodotto realizzato dal cuneese Maurizio Gozzellino venne commercializzato inizialmente, dal 1º dicembre 1964, con il nome di Picador, poi modificato in Biondino e poi definitivamente in Crodino il 14 luglio 1965. Uno degli stabilimenti nel quale viene imbottigliato è quello di Crodo (da cui il diminutivo usato come nome), nel Verbano-Cusio-Ossola. 
La miscela d'ingredienti è per lo più segreta: è noto che tra di essi vi sono chiodi di garofano, cardamomo, coriandolo e noce moscata, lasciati riposare in botti di rovere per sei mesi, al fine di conferirgli il peculiare sapore amaro.
La società Terme di Crodo e i suoi relativi marchi vennero ceduti alla compagnia olandese attiva nel settore del bevande Lucas Bols (in seguito divenuta Bols Wessanen) nel 1983.
Dal 1995 il marchio Crodino è di proprietà di Campari Group, dopo l'acquisizione di quest'ultima della divisione italiana della multinazionale olandese Bols Wessanen. Nel 2014 è stata introdotta la variante denominata Crodino Twist, disponibile nel gusto agrumi e nel gusto frutti rossi, prodotta nello stabilimento Fava di Mariano Comense, in provincia di Como.

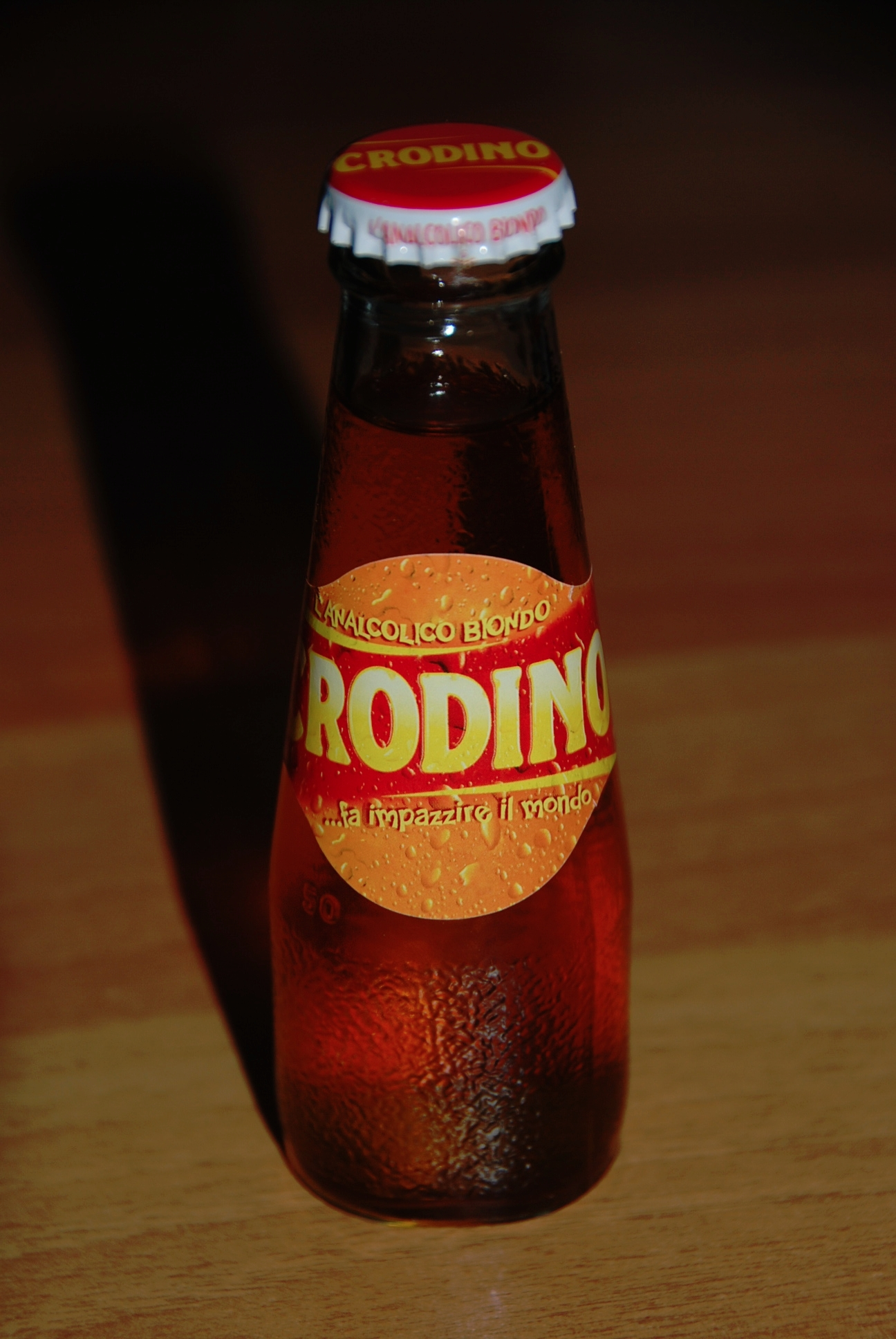
Bottiglia di Crodino
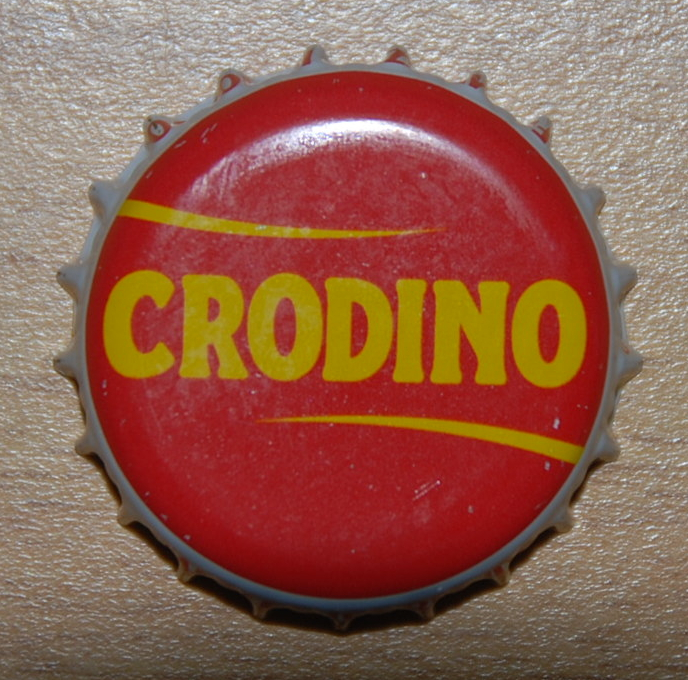
Tappo di Crodino

## Commercializzazione
Crodino viene commercializzato in bottigliette di vetro da 10 cl, mentre Crodino Twist è distribuito in bottiglie da 17,5 cl.